# Jennie Smillie Robertson
Pour les articles homonymes, voir Robertson.
Jennie Smillie Robertson, née le 10 février 1878 et morte le 26 février 1981, est une médecin et chirurgienne canadienne. Elle est la première femme chirurgienne au Canada.

## Biographie

### Jeunesse
Née Jane Smillie à Hensall, Ontario, elle est la quatrième enfant de Benjamin Smillie (1839-1886) et de Jane Smillie (née Buchanan, 1849-1906). La ferme de la famille est installée dans le canton de Tuckersmith, à un mile au nord de ce qui est de nos jours Hensall.

### Formation et carrière
Elle devient d'abord enseignante. Elle commence à économiser afin d'étudier à Kingston, en Ontario, à l'école de médecine de l'Université de Toronto.
Elle est diplômée en 1909, mais comme aucun hôpital de Toronto ne la prend en résidanat, elle rejoint donc le Collège de médecine pour femmes de Pennsylvanie. Elle revient en 1911 au Canada et y devient la première femme à effectuer une intervention chirurgicale. Elle est également la première femme à réaliser des chirurgies en gynécologie au Canada.
Elle participe à la fondation du Women's College Hospital de Toronto, qui ouvre ses portes en 1883, et est à l'origine de la création de la Federation of Medical Women of Canada.

### Dernières années
Elle épouse Alex Robertson à 70 ans. Elle meurt dans une maison de retraite en 1981, à l'âge de 103 ans et est enterrée au cimetière Mount Pleasant à Toronto.

## Sources
- « Builders and Pioneers », University of Toronto
- (en) « Dr. Jennie Smillie Robertson Woman surgeon was first to enter practice in Canada », The Globe and Mail,‎ 3 mars 1981